# Busoniomimus annulatus
Busoniomimus annulatus är en insektsart som beskrevs av Webb 1983. Busoniomimus annulatus ingår i släktet Busoniomimus och familjen dvärgstritar. Inga underarter finns listade i Catalogue of Life.